# Marco Hietala
Marko "Marco" Tapani Hietala (n. 14 ianuarie, 1966 în Kuopio, Finlanda) este vocalistul, basistul și textierul formației finlandeze heavy metal Tarot. Acesta este cunoscut ca fiind și fostul basist și fosta voce masculină a formației finlandeze Nightwish, unde a performat până în 2021. Acesta s-a alăturat trupei Nightwish în 2002 pentru albumul Century Child, înlocuindu-l pe Sami Vanska, urmând să plece în 2021, axându-se pe proiectul solo
Marco cânta la chitară bas și voce pentru trupa Nightwish însă a făcut parte și din alte trupe ca Sinergy și Northern Kings.
De când a ajuns în Nightwish au fost scrise unele cântece care să conțină duete cu vocalista Tarja Turunen, lăsându-l pe scriitorul și fondatorul trupei, Tuomas Holopainen să avantajeze vocea lui Hietala și să adauge noi dimensiuni în trupă. Un exemplu popular este coverul "The Phantom of the Opera" din albumul Century Child.symphonic metal Nightwish.